# Chiping
Chiping (chinesisch 茌平县, Pinyin Chípíng Xiàn) ist ein Kreis der bezirksfreien Stadt Liaocheng im Westen der chinesischen Provinz Shandong. Die Fläche beträgt 1.120 Quadratkilometer und die Einwohnerzahl 520.016 (Stand: Zensus 2010). 1999 zählte er 565.756 Einwohner.
Die neolithische Jiaochangpu-Stätte (Jiaochangpu yizhi, 教场铺遗址) steht seit 2006 auf der Liste der Denkmäler der Volksrepublik China (6-117).